# 赤柱市集

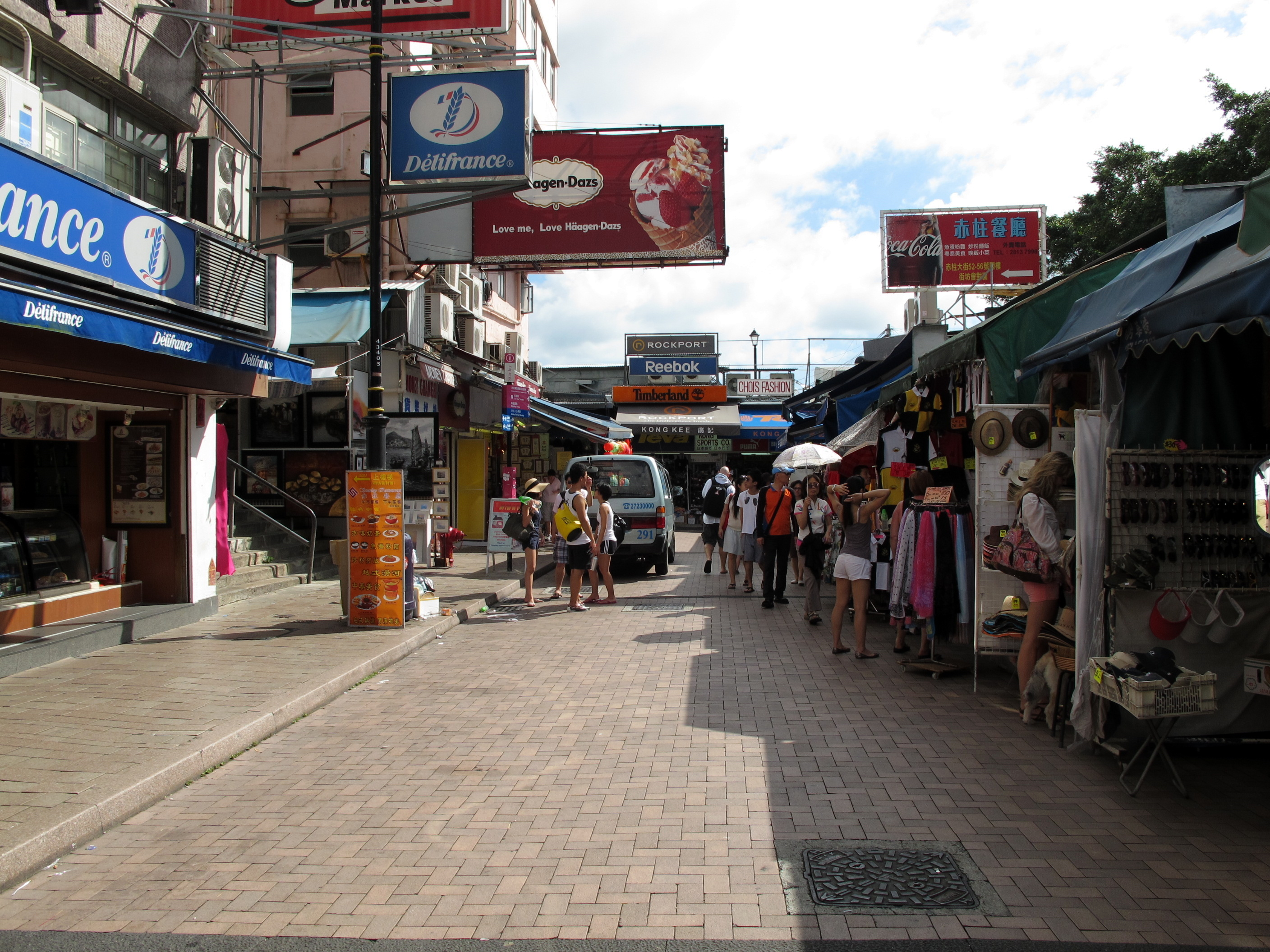
赤柱市集入口

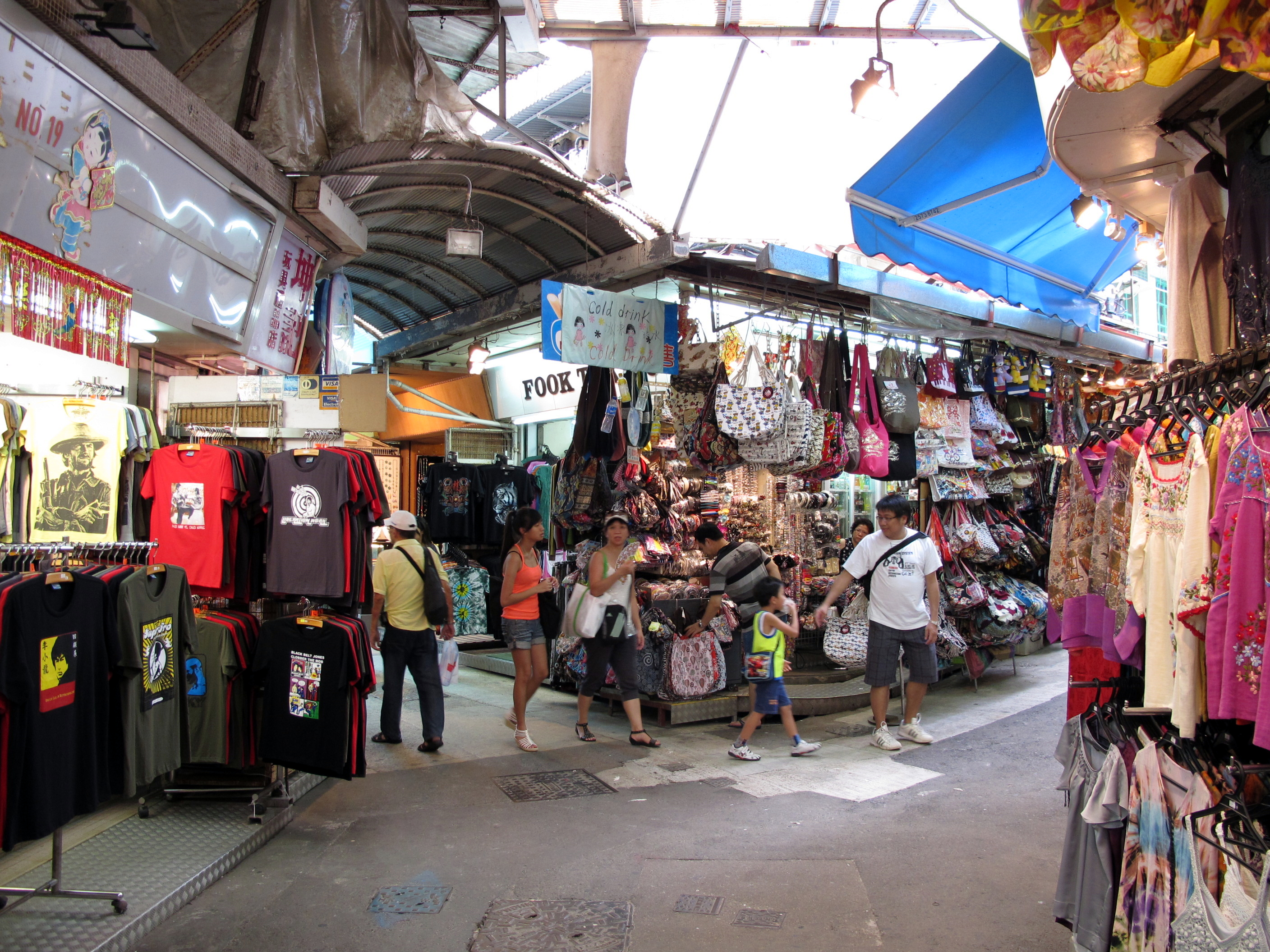
赤柱市集內主要售賣廉價服裝

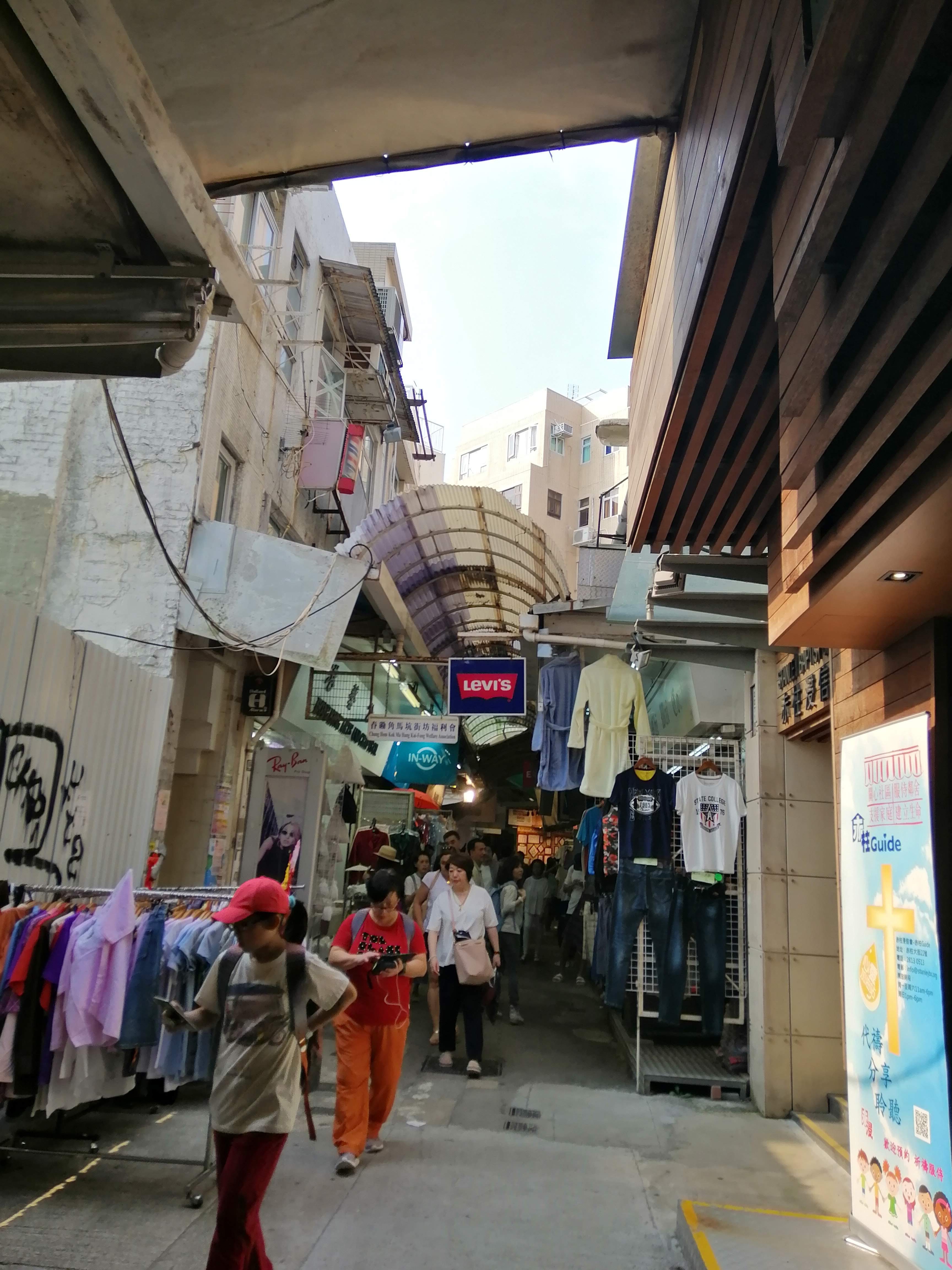
赤柱市集（2019年）

赤柱市集，又稱赤柱市場，位於香港香港島南區赤柱半島西北部，南望赤柱灣，北至赤柱廣場，南至八間屋。 赤柱市集內的街道有赤柱大街、赤柱市場道、赤柱村道和赤柱新街，內有多座單幢式唐樓，銷售紀念品、手工藝品、古董、成衣服裝、油畫、首飾、餐廳及外幣找換店等，大部分由赤柱原住民經營，香港旅遊協會出版的香港旅遊指南也有推介此一處景點。
赤柱市集的商店營業時間一般是每天上午10時至下午7時。

## 鄰近建築
- 八間屋
- 赤柱正灘
- 聖士提反書院
- 舊赤柱警署
- 赤柱監獄
- 赤柱天后廟
- 赤柱東方酒店

## 外部連結
- 南區區議會香港南區遊：赤柱